# Технічні науки та технології
«Технічні науки та технології» — науковий журнал, що видається в ЧНТУ.

## Реєстрація
Журнал був заснований Чернігівським національним технологічним університетом в 2015.
«Технічні науки та технології» є рецензованим науковим виданням з відкритим доступом та офіційно зареєстрованим як засіб масової інформації (Свідоцтво про реєстрацію Серія КВ № 21269-11069 ПР). Міжнародним центром періодичних видань (ISSN International Centre, Париж) видання зараховано до міжнародного реєстру періодичних засобів масової інформації з числовим кодом міжнародної ідентифікації: ISSN 2411-5363  (Print) ISSN 2519-4569 (Online) Науковий журнал «Технічні науки та технології» включено до «Переліку наукових фахових видань України», в яких можуть публікуватися результати дисертаційних робіт на здобуття наукових ступенів доктора і кандидата наук (Наказ Міністерства освіти і науки України № 528 від 12.05.2015 р.)

## Мета
У журналу «Технічні науки та технології» вміщено статті, присвячені теоретичним та експериментальним дослідженням у галузях технічних наук: механіки, інтегрованих технологій машинобудування та автотранспорту, технологій зварювання, інформаційно-комп’ютерних технологій, технологій деревообробної, легкої і харчової промисловості, технологій охорони праці та
природокористування. Статті написані науковцями, аспірантами, магістрантами та студентами і прорецензовані провідними вченими вищих технічних навчальних закладів та закладів НАН України.
Журнал «Технічні науки та технології» буде корисним для науковців різних галузей технічних наук, науково-технічних працівників, аспірантів, магістрантів та студентів вищих технічних навчальних закладів. 
При публікації робіт, редакція журналу керується принципами ліцензії Creative Commons «Attribution-NonCommercial» («Із зазначенням авторства — Некомерційна») 4.0 Всесвітня.  
Журнал має періодичність видання 4 рази на рік. 
Видається трьома мовами: українська, російська та англійська.

## Наукометричні бази даних
Журнал зареєстровано, реферується та індексується у наступних міжнародних наукометричних базах даних, репозитаріях та пошукових системах:
Міжнародний центр періодичних видань (ISSN International Centre, м. Париж);
Google Scholar https://scholar.google.com.ua/citations?user=CTSIhXYAAAAJ&hl=ru; 
РІНЦ http://elibrary.ru/title_about.asp?id=55557;
Index Copernicus http://journals.indexcopernicus.com/+++++,p24785709,3.html;
Українська науково-освітня телекомунікаційна мережа УРАН http://journals.stu.cn.ua/technical_sciences_and_technology/issue/archive;
Національна бібліотека України імені В. І. Вернадського http://www.irbis-nbuv.gov.ua/cgi-bin/irbis_nbuv/cgiirbis_64.exe?Z21ID=&I21DBN=UJRN&P21DBN=UJRN&S21STN=1&S21REF=10&S21FMT=juu_all&C21COM=S&S21CNR=20&S21P01=0&S21P02=0&S21P03=PREF=&S21COLORTERMS=0&S21STR=tnt;
реферативна база даних «Україніка наукова»;
ResearchBib http://journalseeker.researchbib.com/view/issn/2411-5363